# Magyarország államfőinek listája
Ez a cikk Magyarország államfőinek listája időrendi sorrendben.

## Magyarország államfői
| Államfők a Magyar Állam idején 1849 áprilisa és augusztusa között             | Államfők a Magyar Állam idején 1849 áprilisa és augusztusa között   | Államfők a Magyar Állam idején 1849 áprilisa és augusztusa között | Államfők a Magyar Állam idején 1849 áprilisa és augusztusa között | Államfők a Magyar Állam idején 1849 áprilisa és augusztusa között | Államfők a Magyar Állam idején 1849 áprilisa és augusztusa között | Államfők a Magyar Állam idején 1849 áprilisa és augusztusa között                                                                               |
|                                                                               | Magyarország kormányzó-elnöke                                       | Portré                                                            | Hivatal kezdete                                                   | Hivatal vége                                                      | Időtartam                                                         | Politikai párt (Kormány) |
| ----------------------------------------------------------------------------- | ------------------------------------------------------------------- | ----------------------------------------------------------------- | ----------------------------------------------------------------- | ----------------------------------------------------------------- | ----------------------------------------------------------------- | --- |
|                                                                               | Kossuth Lajos (1802–1894)                                           |                                                                   | 1849. április 14.                                                 | 1849. augusztus 11.                                               | 119 nap                                                           | Ellenzéki Párt (Szemere-kormány) |
|                                                                               | Görgei Artúr (1818–1916)                                            |                                                                   | 1849. augusztus 11.                                               | 1849. augusztus 13.                                               | 2 nap                                                             | Párton kívüli (Magyar Honvédség) |
| A Magyar Királyság idején 1918 októbere és novembere között                   |                                                                     |                                                                   |                                                                   |                                                                   |                                                                   | |
|                                                                               | Magyarország királyi helytartója                                    | Portré                                                            | Hivatal kezdete                                                   | Hivatal vége                                                      | Időtartam                                                         | Politikai párt (Kormány) |
|                                                                               | Habsburg–Lotaringiai József Ágost (1872–1962)                       |                                                                   | 1918. október 26.                                                 | 1918. november 16.                                                | 21 nap                                                            | Párton kívüli (Harmadik Wekerle-, Hadik-kormány, Magyar Nemzeti Tanács)                                                                         |
| Az Első Magyar (Nép)köztársaság idején 1918 novembere és 1919 márciusa között |                                                                     |                                                                   |                                                                   |                                                                   |                                                                   | |
|                                                                               | Magyarország köztársasági elnöke                                    | Portré                                                            | Hivatal kezdete                                                   | Hivatal vége                                                      | Időtartam                                                         | Politikai párt (Kormány) |
|                                                                               | Károlyi Mihály (1875–1955)                                          |                                                                   | 1918. november 16.1919. január 11.                                | 1919. január 11.1919. március 21.                                 | 125 nap                                                           | Károlyi Párt (Károlyi Mihály-, Berinkey-kormány)                                                                                                |
| A Tanácsköztársaság alatt 1919 márciusa és augusztusa között                  |                                                                     |                                                                   |                                                                   |                                                                   |                                                                   | |
|                                                                               | A Magyarországi Tanácsköztársaság elnöke                            | Portré                                                            | Hivatal kezdete                                                   | Hivatal vége                                                      | Időtartam                                                         | Politikai párt (Kormány) |
|                                                                               | Garbai Sándor (1879–1947)                                           |                                                                   | 1919. március 21.                                                 | 1919. augusztus 1.                                                | 133 nap                                                           | Szocialista Párt (Forradalmi Kormányzótanács)                                                                                                   |
|                                                                               | – M E G B Í Z O T T – Peidl Gyula (1873–1943)                       |                                                                   | 1919. augusztus 1.                                                | 1919. augusztus 6.                                                | 5 nap                                                             | Szociáldemokraták (Szakszervezeti kormány) |
| Az Első Magyar Köztársaság idején 1919 augusztusa és 1920 márciusa között     |                                                                     |                                                                   |                                                                   |                                                                   |                                                                   | |
|                                                                               | Magyarország köztársasági elnöke                                    | Portré                                                            | Hivatal kezdete                                                   | Hivatal vége                                                      | Időtartam                                                         | Politikai párt (Kormány) |
|                                                                               | – K O R M Á N Y Z Ó – Habsburg–Lotaringiai József Ágost (1872–1962) |                                                                   | 1919. augusztus 7.                                                | 1919. augusztus 23.                                               | 16 nap                                                            | Egyesülés Pártja (Hivatalnok-, Friedrich-kormány)                                                                                               |
|                                                                               | – M E G B Í Z O T T – Friedrich István (1883–1951)                  |                                                                   | 1919. augusztus 23.                                               | 1919. november 24.                                                | 93 nap                                                            | Egyesülés Pártja (Hivatalnok-, Friedrich-kormány)                                                                                               |
|                                                                               | – M E G B Í Z O T T – Huszár Károly (1882–1941)                     |                                                                   | 1919. november 24.                                                | 1920. március 1.                                                  | 98 nap                                                            | Egyesülés Pártja (Huszár-kormány) |
| A Magyar Királyság idején 1920 és 1945 között                                 |                                                                     |                                                                   |                                                                   |                                                                   |                                                                   | |
|                                                                               | Magyarország kormányzója                                            | Portré                                                            | Hivatal kezdete                                                   | Hivatal vége                                                      | Időtartam                                                         | Politikai párt (Kormány) |
|                                                                               | Horthy Miklós (1868–1957)                                           |                                                                   | 1920. március 1.                                                  | 1944. október 16.                                                 | 24 év, 289 nap                                                    | Párton kívüli (Horthy-korszak kormányai) |
|                                                                               | – N E M Z E T V E Z E T Ő – Szálasi Ferenc (1897–1946)              |                                                                   | 1944. október 16.                                                 | 1945. március 28.                                                 | 163 nap                                                           | Nyilaskeresztesek (Szálasi-kormány) |
| A Második Magyar Köztársaság idején 1946 és 1949 között                       |                                                                     |                                                                   |                                                                   |                                                                   |                                                                   | |
|                                                                               | Magyarország köztársasági elnöke                                    | Portré                                                            | Hivatal kezdete                                                   | Hivatal vége                                                      | Időtartam                                                         | Politikai párt (Kormány) |
|                                                                               | Tildy Zoltán (1890–1961)                                            |                                                                   | 1946. február 1.                                                  | 1948. augusztus 3.                                                | 2 év, 184 nap                                                     | Kisgazdák (Nagy Ferenc-, Dinnyés-kormány) |
|                                                                               | Szakasits Árpád (1888–1965)                                         |                                                                   | 1948. augusztus 3.                                                | 1949. augusztus 23.                                               | 1 év, 20 nap                                                      | Dolgozók Pártja (Dinnyés-, Dobi-kormány) |
| A Magyar Népöztársaság idején 1949 és 1989 között                             |                                                                     |                                                                   |                                                                   |                                                                   |                                                                   | |
|                                                                               | Magyar Népköztársaság Elnöki Tanácsának elnöke                      | Portré                                                            | Hivatal kezdete                                                   | Hivatal vége                                                      | Időtartam                                                         | Politikai párt (Kormány) |
|                                                                               | Szakasits Árpád (1888–1965)                                         |                                                                   | 1949. augusztus 23.                                               | 1950. május 8.                                                    | 258 nap                                                           | Dolgozók Pártja (Dobi-kormány) |
|                                                                               | Rónai Sándor (1892–1965)                                            |                                                                   | 1950. május 8.                                                    | 1952. augusztus 14.                                               | 2 év, 98 nap                                                      | Dolgozók Pártja (Dobi-kormány) |
|                                                                               | Dobi István (1898–1968)                                             |                                                                   | 1952. augusztus 14.                                               | 1967. április 14.                                                 | 14 év, 243 nap                                                    | Munkáspárt (Rákosi-, első Nagy Imre-, Hegedűs-, második Nagy Imre-, harmadik Nagy Imre-, első Kádár-, Münnich-, második Kádár-, Kállai-kormány) |
|                                                                               | Losonczi Pál (1919–2005)                                            |                                                                   | 1967. április 14.                                                 | 1987. június 25.                                                  | 20 év, 72 nap                                                     | Munkáspárt (Fock-, Lázár-kormány) |
|                                                                               | Németh Károly (1922–2008)                                           |                                                                   | 1987. június 25.                                                  | 1988. június 29.                                                  | 1 év, 4 nap                                                       | Munkáspárt (Grósz-kormány) |
|                                                                               | Straub F. Brunó (1914–1996)                                         |                                                                   | 1988. június 29.                                                  | 1989. október 23.                                                 | 1 év, 116 nap                                                     | Munkáspárt (Grósz-, Németh-kormány) |

## Magyarország köztársasági elnökei
| Köztársasági elnökök a Harmadik Magyar Köztársaság idején 1989-től napjainkig | Köztársasági elnökök a Harmadik Magyar Köztársaság idején 1989-től napjainkig | Köztársasági elnökök a Harmadik Magyar Köztársaság idején 1989-től napjainkig | Köztársasági elnökök a Harmadik Magyar Köztársaság idején 1989-től napjainkig | Köztársasági elnökök a Harmadik Magyar Köztársaság idején 1989-től napjainkig | Köztársasági elnökök a Harmadik Magyar Köztársaság idején 1989-től napjainkig | Köztársasági elnökök a Harmadik Magyar Köztársaság idején 1989-től napjainkig | Köztársasági elnökök a Harmadik Magyar Köztársaság idején 1989-től napjainkig |
|                                                                               | Magyarország köztársasági elnöke                                              | Portré                                                                        | Hivatal kezdete                                                               | Hivatal vége                                                                  | Időtartam                                                                     | Választás                                                                     | Politikai párt (Kormány)                                                      |
| ----------------------------------------------------------------------------- | ----------------------------------------------------------------------------- | ----------------------------------------------------------------------------- | ----------------------------------------------------------------------------- | ----------------------------------------------------------------------------- | ----------------------------------------------------------------------------- | ----------------------------------------------------------------------------- | ----------------------------------------------------------------------------- |
|                                                                               | – M E G B Í Z O T T – Szűrös Mátyás (1933–)                                   |                                                                               | 1989. október 23.                                                             | 1990. május 1.                                                                | 190 nap                                                                       | Ideiglenes megbízott államfő                                                  | Szocialista Párt (Németh-kormány)                                             |
|                                                                               | Göncz Árpád (1922–2015)                                                       |                                                                               | 1990. május 2.1990. augusztus 3.1995. augusztus 3.                            | 1990. augusztus 2.1995. augusztus 2.2000. augusztus 3.                        | 10 év, 93 nap                                                                 | Ideiglenes választás1. (1990)2. (1995)                                        | Szabad Demokraták (Antall-, Boross-, Horn-, első Orbán-kormány)               |
|                                                                               | Mádl Ferenc (1931–2011)                                                       |                                                                               | 2000. augusztus 4.                                                            | 2005. augusztus 4.                                                            | 5 év                                                                          | 3. (2000)                                                                     | Párton kívüli (első Orbán-, Medgyessy-, első Gyurcsány-kormány)               |
|                                                                               | Sólyom László (1942–2023)                                                     |                                                                               | 2005. augusztus 5.                                                            | 2010. augusztus 5.                                                            | 5 év                                                                          | 4. (2005)                                                                     | Párton kívüli (első-, második Gyurcsány-, Bajnai-, második Orbán-kormány)     |
|                                                                               | Schmitt Pál (1942–)                                                           |                                                                               | 2010. augusztus 6.                                                            | 2012. április 2.                                                              | 1 év, 240 nap                                                                 | 5. (2010)                                                                     | Fidesz (második Orbán-kormány)                                                |
|                                                                               | – M E G B Í Z O T T – Kövér László (1959–)                                    |                                                                               | 2012. április 2.                                                              | 2012. május 9.                                                                | 37 nap                                                                        | Ideiglenes megbízott államfő                                                  | Fidesz (második Orbán-kormány)                                                |
|                                                                               | Áder János (1959–)                                                            |                                                                               | 2012. május 10.2017. május 10.                                                | 2017. május 9.2022. május 9.                                                  | 10 év                                                                         | 6. (2012)7. (2017)                                                            | Fidesz (második-, harmadik-, negyedik Orbán-kormány)                          |
|                                                                               | Novák Katalin (1977–)                                                         |                                                                               | 2022. május 10.                                                               | 2024. február 26.                                                             | 1 év, 292 nap                                                                 | 8. (2022)                                                                     | Fidesz (negyedik-, ötödik Orbán-kormány)                                      |
|                                                                               | – M E G B Í Z O T T – Kövér László (1959–)                                    |                                                                               | 2024. február 26.                                                             | 2024. március 4.                                                              | 7 nap                                                                         | Ideiglenes megbízott államfő                                                  | Fidesz (Ötödik Orbán-kormány)                                                 |
|                                                                               | – H I V A T A L B A N – Sulyok Tamás (1956–)                                  |                                                                               | 2024. március 5.                                                              | 448 napja                                                                     | 448 napja                                                                     | 9. (2024)                                                                     | Párton kívüli (Ötödik Orbán-kormány)                                          |